# Remirea maritima
Genre
Classification APG III (2009)
Remirea maritima est une espèce de plante herbacée appartenant à la famille des Cyperaceae présente sur les plages tropicales.

## Étymologie
Remirea tient son nom de Rémire, commune de l'île de Cayenne en Guyane, où elle a été collectée pour la première fois.

## Statut
Remirea maritima est une espèce déterminante ZNIEFF en Guyane.

## Histoire naturelle
En 1775, le botaniste Aublet propose la diagnose suivante : 
« REMIREA maritima. (Tabula 16.)

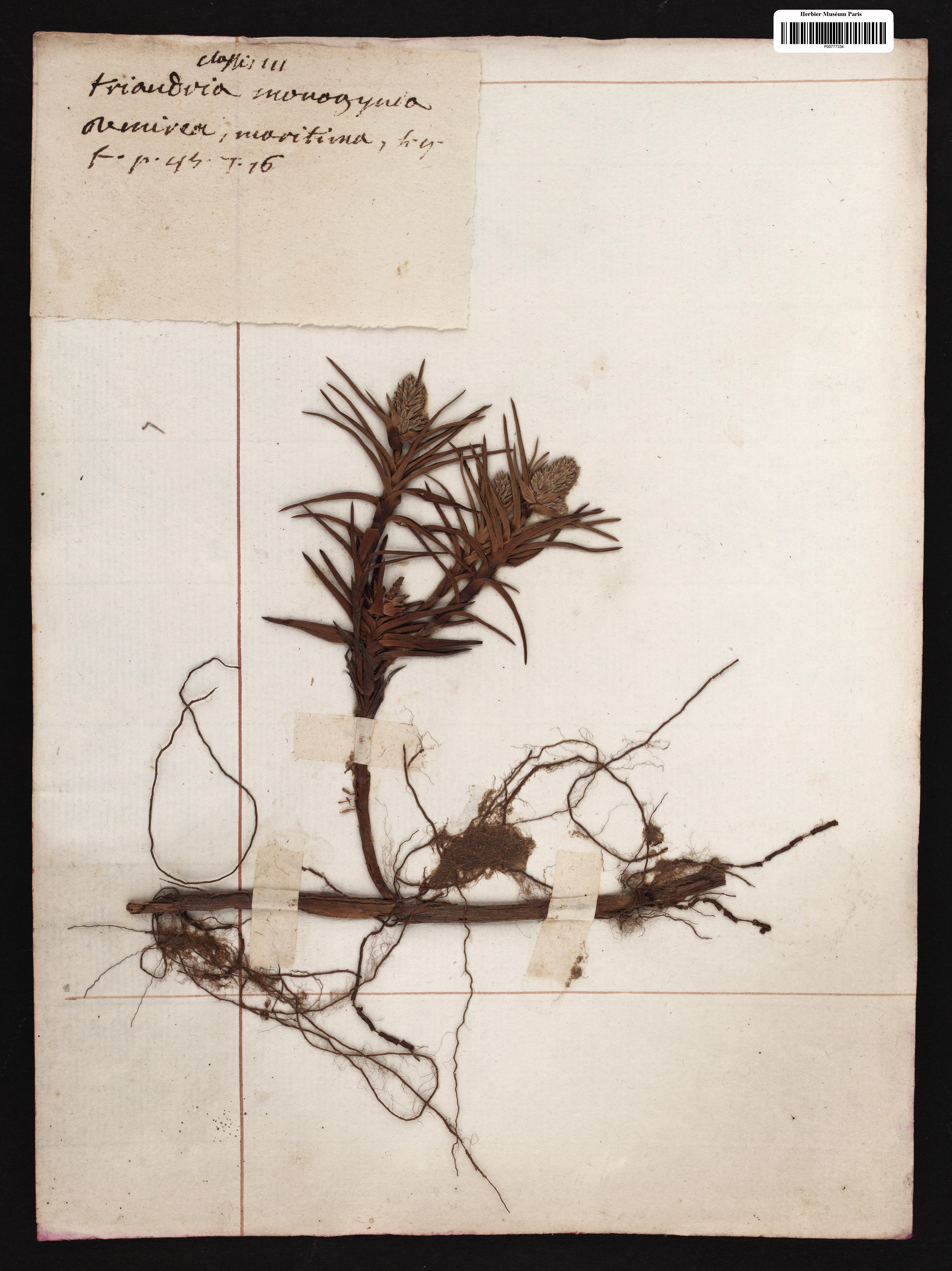
échantillon type de Remirea maritima collecté par Aublet en Guyane

Planta perennis ; RADICE longa, ramoſa, nodoſa, ſolida, repente, internodiis ſquamulâ obvolutis ; nodis ſingulis radiculas capillaceas, ramoſas, & culmos per intervalla emittentibus.
Culmi ſunt ſemipedales, in ſummitate ramoſi, ſquamulis in parte inferiore, ſeu foliolis amplexantibus, veſtiuntur..
Folia ramorum oblonga, anguſta, rigida, ſtriata, acuta, ad margines aſpera, baſi vaginantia. Flores in paniculam ſubſeſilem, terminalem, brevem, & denſam congeſti.
Radices contuſæ, aut maſticatæ, gratum odorem aromaticum exhalant.
Floret fructumque fert, variis anni temporibus.

Habitat in arenoſis maritimis Caïennæ & Guianæ. »

« LA REMIRE maritime. (PLANCHE 16.).
Ce genre & graminée a de longues racines cylindriques, noueuſes, & traçantes, qui pouſſent de chaque nœud de menues fibres rouſsâtres & chevelues. Tous ces nœuds donnent naiſſance a une gaîne membraneuſe, tendue d'un côte, qui s'étend de 1'un a l'autre nœud. Il s'élève par diſtance de quelques nœuds, des tiges droites, branchues par le haut, noueuſes, ſolides, dont l'extrémité eſt large & aiguë. Les branches naiſſent de l'aiſſelle des feuilles ſupérieures, alternativement, au nombre de trois, quatre, cinq, ſix & ſept. Ces branches ſont garnies à leurs baſes, à chaque nœud, de gaînes ſemblables a celles de la tige. Les feuilles qui garniſſent les branches, & celles du haut de la tige, s'enveloppent les unes & les autres, par leur partie moyenne-inférieure, Le reſte de la feuille eſt roide, étroit, ſtrie, finement dentelé, & terminé par une pointe aiguë, & pliée en goutière. La tige & les branches ſont terminées par une panicule dont les fleurs ſont ferrées près-à-près les unes ſur les autres. 
Chaque fleur eſt compoſée de quatre bales, dont deux inférieures, une grande & une petite, & deux intérieures plus courtes, plus minces, & de grandeur inégale. D'entre ces deux bales s'élèvent trois étamines. Leur filet eſt grêle, long. L'anthère eſt oblongue & à deux bourſes. 
Le pistil eſt un ovaire triangulaire, place a. côte de trois étamines. Il eſt ſurmonté d'un style termine par trois stigmates grêles & de couleur purpurine. 
L'ovaire devient une graine oblongue, triangulaire, renfermée dans les bales intérieures. 
Les racines ont une odeur aromatique a peu-près ſemblable a celle du ſchœnanthe. lorſqu'on les tient dans la bouche, elles ſont ſur la langue une impreſſion piquante & agréable. On les regarde, priſes en ptiſane, comme très propres pour exciter les ſueurs, & raire couler les urines : je m'en fuis ſervi avec ſuccès. 
Cette plante croît dans les ſables du bord de la mer, tant dans l'île de Caïenne que dans la Guiane. 
On a repréſenté une tige, & des portions de racines de grandeur naturelle. Les parties détachées de la fleur ſont groſſies. »

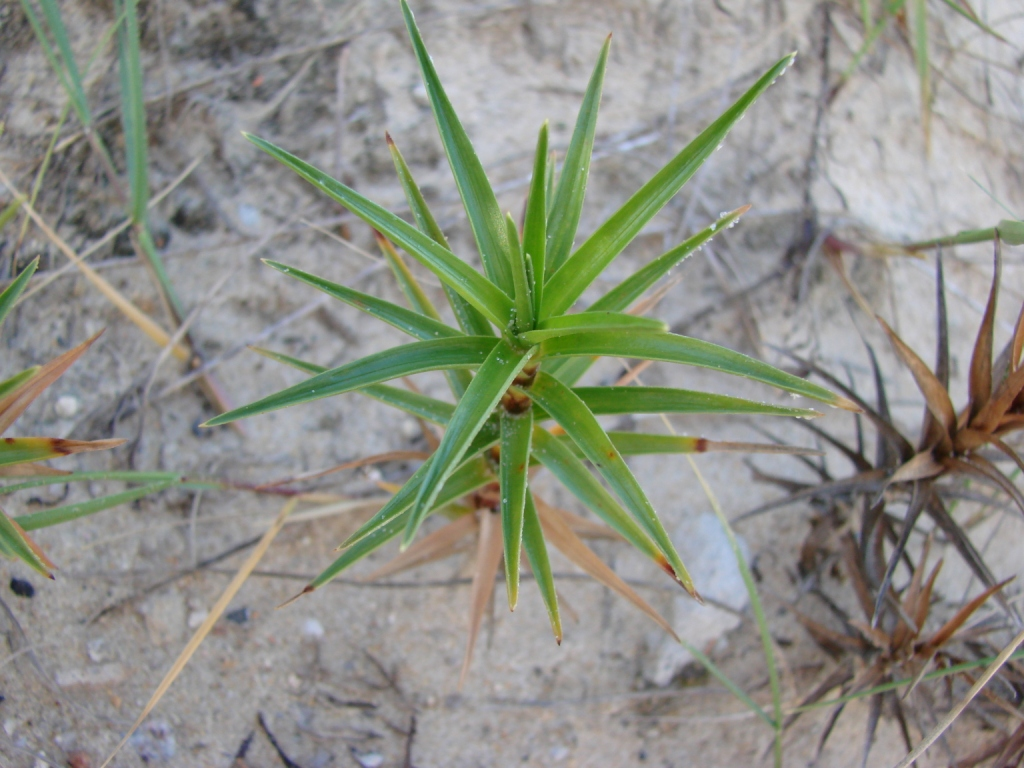
jeune tige de Remirea maritima à Barra de Ibiraquera (Garopaba, Brésil)
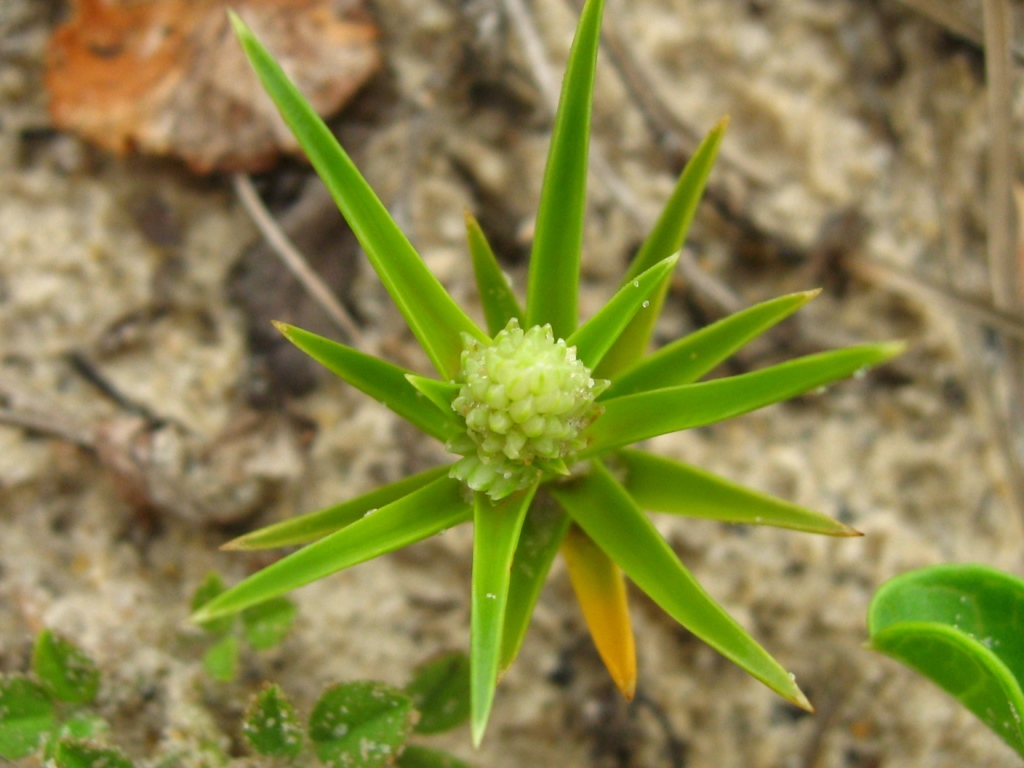
jeune inflorescence de Remirea maritima
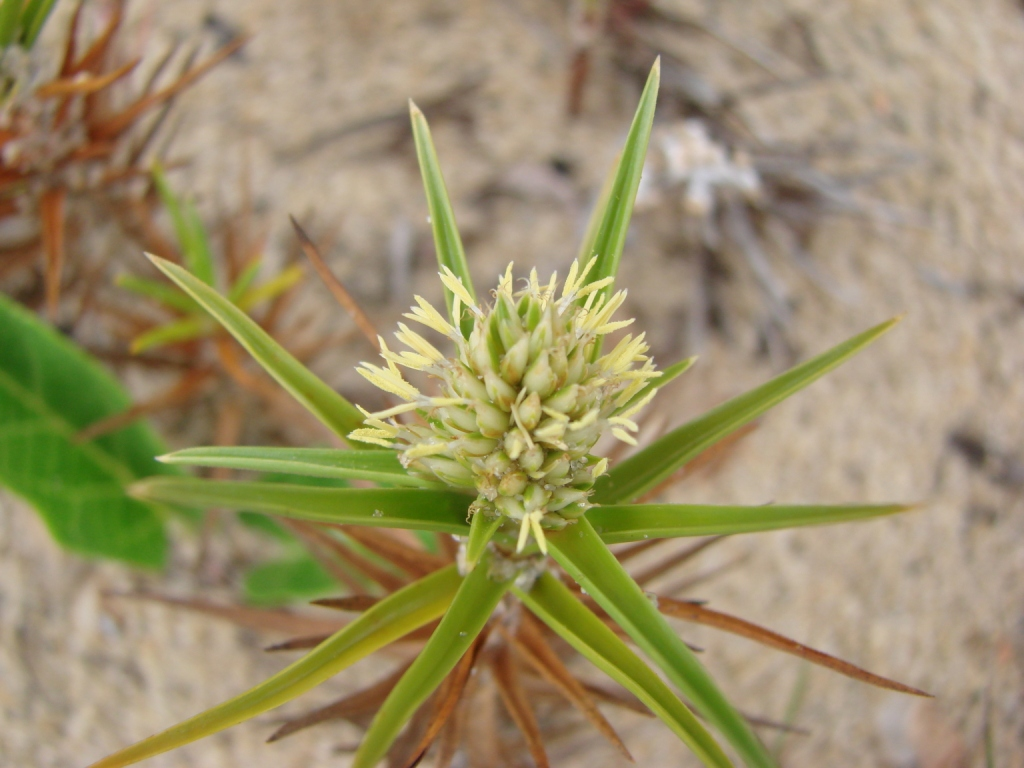
inflorescence de Remirea maritima à l'anthèse
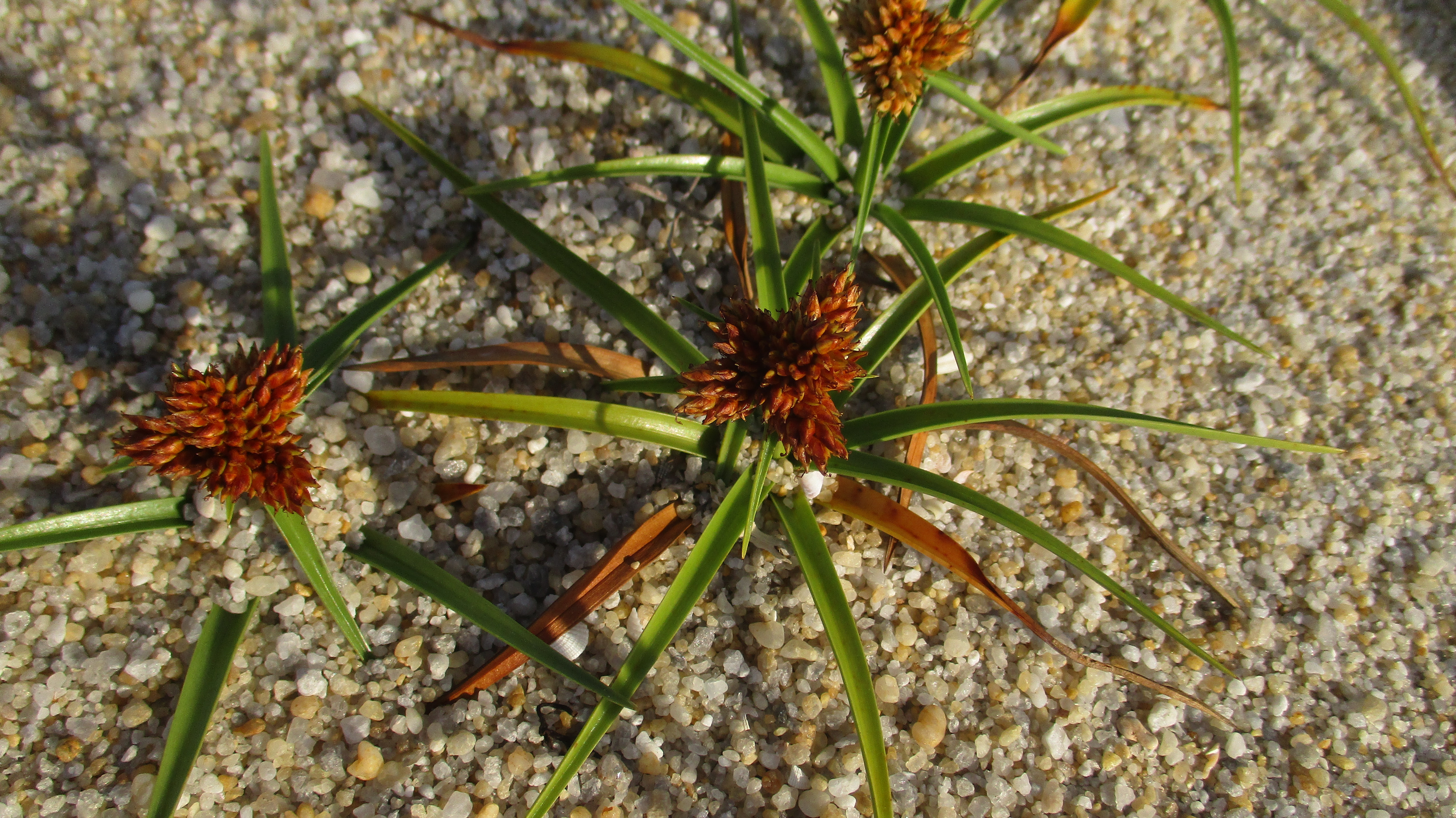
inflorescence mâture de Remirea maritima à Sungailiat (île de Bangka, Indonésie)